# Trigonophora confluens
Trigonophora confluens är en fjärilsart som beskrevs av Druce 1908. Trigonophora confluens ingår i släktet Trigonophora och familjen nattflyn. Inga underarter finns listade i Catalogue of Life.